# Typhlops mackinnoni
Typhlops mackinnoni är en ormart som beskrevs av Wall 1910. Typhlops mackinnoni ingår i släktet Typhlops och familjen maskormar. Inga underarter finns listade i Catalogue of Life.
Typhlops mackinnoni beskrevs efter exemplar som hittades i bergstrakten Mussorie Range i norra Indien. Typhlops mackinnoni godkänns inte som art av The Reptile Database. Populationen infogas istället som synonym i Typhlops porrectus.